# 白礁潘氏民居群
白礁潘氏民居群，位于中国福建省龙海市角美镇白礁村潘厝，建于明清，包括以下六座典型的闽南传统建筑：
1. 潘氏祖祠：又称花果堂，始建于明代，建筑面积296平方米。前厅、主堂均面阔三间。
2. 马寮前落大厝：建筑面积870平方米。前厅、主堂、后堂均面阔五间。
3. 马寮中落大厝：建筑面积870平方米。主堂面阔五间。
4. 马寮尾落大厝：建筑面积885平方米。前厅、主堂、后堂均面阔五间。
5. 潘厝小宗祠：建筑面积242平方米。前厅面阔三间。
6. 大祖巷西厝：建筑面积290平方米。前厅、主堂均面阔三间。

2013年1月28日，白礁潘氏民居群公布为第八批福建省文物保护单位。。